# Путятин, Дмитрий Васильевич
Князь Дмитрий Васильевич Путятин — воевода на службе у Литовского князя Александра Ягеллона.
Рюрикович в XX колене, происходил из рода князей Друцких. Сын князя Василия Путятина и внук друцкого князя Ивана Семёновича по прозвищу Путята. В 1500 году во время Ведрошской битвы попал в плен к Ивану III. Умер в московской тюрьме, отказавшись перейти в московское подданство.